# Sorbus gayeriana
Sorbus gayeriana är en rosväxtart som beskrevs av Karpati. Sorbus gayeriana ingår i släktet oxlar, och familjen rosväxter. Inga underarter finns listade i Catalogue of Life.